# Грб општине Бачка Топола
Грб општине је у облику штита, и плаве је боје. На врху се налази златна круна са пет кракова украшена бисерима и драгуљима. У средини штита се налази стојећи лав жуте боје на плугу беле боје, окренут лево са погледом напред. У десној шапи држи три класја житарице.
Сем грба, општина поседује и свечани печат. Свечани печат је округлог облика. У кругу на ивици печата исписане су речи „SIGILLUM OPPIDI TOPOLA 1806“. Ивица круга је сачињена од житног класја и зрна житарице, а унутрашњи круг од ситних стилизованих тачака. У њему се налази круна са пет кракова. Испод круне је стојећи лав на плугу окренут лево са погледом напред. У десној шапи држи три класја житарице. Са десне стране између главе лава и круне налазе се плодови жира повезани у јединствени венац, а са леве стране се налази сноп дувана.